# Louis de Fourcaud
Pour les articles homonymes, voir Fourcaud.
Louis de Fourcaud (ou Louis de Boussès de Fourcaud), né le 5 novembre 1851 à Beaumarchés où il est mort le 19 octobre 1914 , est un critique et historien de l'art français.

## Biographie
Louis de Fourcaud commence ses études au Conservatoire de Paris, où il apprend notamment à jouer du violoncelle. En parallèle, il devient élève de l’historien Jules Quicherat à l’École nationale des chartes.
Ensuite, Fourcaud commence à écrire pour les feuilletons de divers journaux et magazines. Pour ces articles, il utilise souvent des pseudonymes, comme Lambert, George et Junius ; ses collègues l’ont rapidement surnommé Salonard. Critique d’art, il a écrit toute sa vie pour le magazine Le Gaulois. À partir de 1879, il travaille également en tant que collaborateur indépendant à la Revue wagnérienne et, deux ans plus tard, il publie de temps à autre dans Le Clairon.
En juin 1884, il rédige son premier article (« le salon de 1884 ») dans la Gazette des Beaux-Arts. La même année, John Singer Sargent peint son portrait aujourd’hui exposé au Musée d’Orsay. En 1891, il est nommé au Conseil supérieur des beaux-arts et deux ans plus tard il devient professeur esthétique et l’histoire de l’art à l'École nationale des Beaux-Arts, succédant d’Hippolyte Taine. En 1913, l’Académie des beaux-arts lui a accordé l’honorabilité.